# فلك نور
فلك نور ممثلة مصرية من مواليد عام 1963.

## حياتها
وُلدت فلك عثمان أحمد عبد المنعم، والتي اشتهرت فيما بعد باسم فلك نور في 7 سبتمبر (أيلول) 1963، وتخرجت في قسم التمثيل بالمعهد العالي للفنون المسرحية، ثُم بدأت مسيرتها الفنية بالتمثيل في الدراما التليفزيونية عام 1985 عندما شاركت في مسلسل برديس، ثُم توالت مُشاركاتها في السينما والمسرح والتليفزيون.

## أعمالها
الأفلام
- بلية ودماغه العالية: أنتج عام 2000، ولعبت فيه دور «انشراح».
- عايز حقي: أنتج عام 2003، ولعبت فيه دور «جمالات».
- ياتهدي ياتعدي: أنتج عام 2017، ولعبت فيه دور والدة ياسمين.

### المسلسلات
- أحلام وردية: أنتج عام 1998، ولعبت فيه دور «نرمين».
- رمانة الميزان: أنتج عام 2008، ولعبت فيه دور «إلهام».
- ابن الأرندلي: أنتج عام 2009، ولعبت فيه دور «عديلة».
- كاريوكا: أنتج عام 2012، ولعبت فيه دور «أم عثمان».
- خطوط حمراء: أنتج عام 2012، ولعبت فيه دور «والدة ريهام».
- نصيبي وقسمتك: أنتج عام 2016، ولعبت فيه دور «عزيزة».
- طاقة نور: أنتج عام 2017، ولعبت فيه دور «سناء عبد اللطيف».
- فوق السحاب: أنتج عام 2018، ولعبت فيه دور «كريمة».

## وصلات خارجية
- صفحة الممثلة على قاعدة بيانات الأفلام العربية
- صفحة الممثلة على قاعدة بيانات الأفلام على الإنترنت
- صفحة الممثلة على موقع الدهليز